# 검은아로니아
검은아로니아(학명: Aronia melanocarpa 아로니아 멜라노카르파[*])는 장미과의 관목이다. 미국과 캐나다 등 북아메리카 지역에 분포한다.
열매는 아로니아(초크베리)의 하나로, 블랙초크베리(black chokeberry)라는 영어 이름으로도 알려져 있다.